# Gatopardo Ediciones
Gatopardo Ediciones és una editorial barcelonina centrada principalment en títols de narrativa i assaig no traduïts al castellà, i també en la reedició i recuperació d'obres descatalogades.

## Història
La firma va ser fundada a Barcelona el 2015 per Javier Villavecchia i Marta Obregón, i dirigida des d'aquesta data per Mónica Monteys. El 2020 va assumir la direcció Lucas Villavecchia, net dels fundadors, la trajectòria professional del qual havia transitat per Libros del Asteroide i el grup Penguin Random House.

## Catàleg
El catàleg de Gatopardo Ediciones s'ha anat enriquint lentament però sense pausa; el març del 2025 podien adquirir-se a través de la seva pàgina web un centenar llarg d'obres, integrades tots elles en una única col·lecció numerada. L'italià Pietro Citati va inaugurar el fons amb Alejandro Magno (2015), un assaig biogràfic sobre el conqueridor macedoni. El van seguir les novel·les En peligro (2015), de Richard Hughes, i La primavera de los bárbaros (2015), de Jonas Lüscher, que havia merescut el Premi Franz Hessel.
D'entre els títols de Gatopardo que han tingut millor acollida des de la seva fundació cal destacar el llibre de viatges El turista desnudo (2017), de Lawrence Osborne, les novel·les Estado de malestar (2020), de Nina Lykke, i Temas de conversación (2021), de Miranda Popkey, i els assaigs Clics contra la humanidad  (2021), de James Williams, i Síndrome 1933 (2024), de Siegmund Ginzberg. Els èxits es reparteixen entre els diferents subgèneres del catàleg, que inclouen narrativa de no ficció, biografies, autobiografies, llibres de música o d'arquitectura i literatura de viatges, en concordança amb la voluntat del director: «M'agrada pensar el catàleg com un calaix de sastre i definir-lo pel seu eclecticisme».
Pel que fa a la recuperació de llibres descatalogats i a l'edició d'obres mai impreses en castellà, cal destacar la bona recepció de Mujeres excelentes (2018), de Barbara Pym (1913-1980) i dels altres títols d'aquesta autora, i també Una vista del puerto (2016) i Un alma cándida (2018), de la britànica Elizabeth Taylor (1912-1975). Alguns dels escriptors amb obra rescatada per Gatopardo són Charles Dickens, Jack London, Herny James, D. H. Lawrence, E. M. Forster, Joyce Carol Oates i Roald Dahl.